# 豬背嶺
豬背嶺（hogback），或猪背山/豚背山，是一種地形，指當侵蝕傾斜排列的岩層後，形成兩邊山坡極斜的山。其形成的環境與單面山類似，都是硬和軟的岩層排列，但地層傾斜度較大，以致軟的岩層被侵蝕後，不僅軟的一面，未被侵蝕而保留的硬岩層的一面坡度也很大。